# Maryam Moghadam

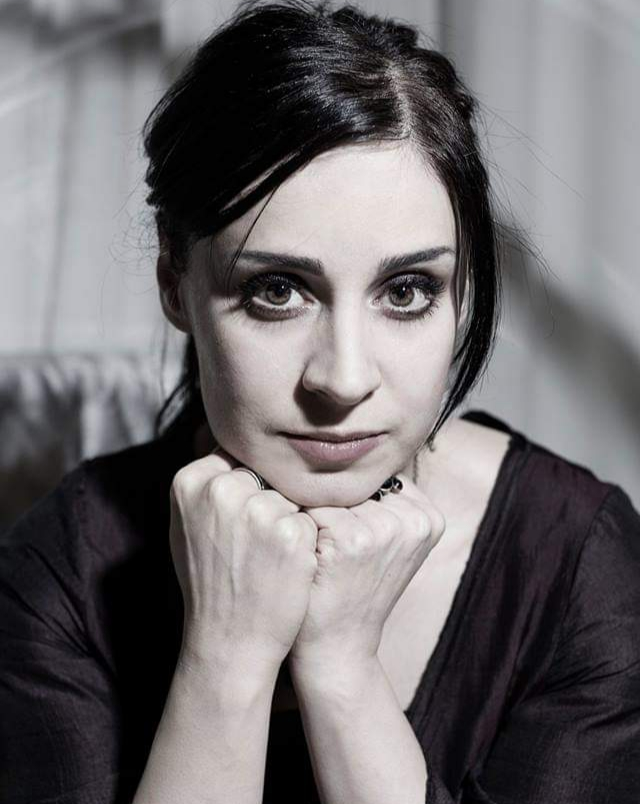
Maryam Moghadam (2019)

Maryam Moghadam (persisch مریم مقدم, anhörenⓘ; * 19. Oktober 1970 in Teheran) ist eine schwedisch-iranische Schauspielerin, Drehbuchautorin und Filmregisseurin. Sie wird auch unter den Namen Maryam Moghaddam oder Maryam Moqadam geführt. Seit Beginn der 1990er-Jahre hat sie Rollen in über einem Dutzend iranischen und schwedischen Filmproduktionen übernommen. Eine langjährige Zusammenarbeit verbindet sie mit dem iranischen Filmemacher Behtash Sanaeeha. Mehrfach beschuldigte sie die iranischen Behörden, berufliche Sanktionen gegen sie verhängt zu haben.

## Leben
Maryam Moghadam kam als 16-Jährige mit ihrer älteren Schwester nach Schweden. Nach Aufenthalten in Kristineberg, Ljusdal, Öland und Gävle zog sie in ihren Zwanzigern nach Göteborg. Dort schloss sie auch eine Schauspielausbildung an der Performing Arts School ab.
Nach der Premiere des Films Pardé im Februar 2013 in Berlin reiste sie in den Iran zurück, wo ihre kranke Mutter lebte. Dort wurde ihr eigenen Angaben zufolge bei der Ankunft am Flughafen der Reisepass abgenommen. Auf internationalem Druck des damaligen schwedischen Außenministers Carl Bildt sowie einer Reihe von Filmschaffenden erhielt sie ihren schwedischen Pass zurück und ein Arbeitsverbot gegen sie wurde aufgehoben. Moghadam kehrte daraufhin erst 2015 nach Göteborg zurück. Im selben Jahr wurde sie beim Göteborg International Film Festival als schwedische Vertreterin in die Jury des Dragon Award berufen, die den besten nordischen Beitrag auf dem Festival auszeichnet.
Moghadam ist mit Behtash Sanaeeha verheiratet und lebt mittlerweile wieder in ihrer Geburtsstadt Teheran.

## Werk

### Schauspielkarriere und Sanktionen im Iran
Nach ihrer Schauspielausbildung arbeitete Moghadam in Schweden als Schauspielerin an verschiedenen Theatern, u. a. am Göteborger Stadsteater und Backa Teater. Am Backa Theater war sie Ensemblemitglied und wirkte dort 2007 in der preisgekrönten Aufführung von Dostojewskis Schuld und Sühne (Brott och straff) unter der Regie von Mattias Andersson mit. Im Jahr 2009 spielte sie am Stadsteater in Förvaret mit, einem viel beachteten Theaterstück von Johannes Anyuru und Aleksander Motturis über illegale Flüchtlinge.
Ab Beginn der 1990er-Jahre übernahm Moghadam Rollen in iranischen Spielfilmen. Ihr Debüt gab sie in Hosseinali Fallah Layalestanis Bolandiha-ye sefr (1993). Weitere Engagements in preisgekrönten Produktionen wie Tcherike-ye Hooram (2000) von Farhad Mehranfar und Sokoote beine do fekr (2003) von Babak Payami folgten. Daneben stand sie auch in schwedischen Filmen wie der Fernsehproduktion Fallet – Utpressningen (2009) und den Kurzfilmen Last Call (2011) und The Silence (2017) vor der Kamera.
Einem größeren internationalen Kinopublikum wurde Moghadam durch die Rolle der geheimnisvollen Melika in Jafar Panahis und Kambuzia Partovis Spielfilm Pardé (2013) bekannt. Obwohl Panahi 2010/11 zu sechs Jahren Gefängnis und einem 20-jährigen Berufsverbot verurteilt worden war, strengte er heimlich Dreharbeiten an und sandte den fertigen Film als Wettbewerbsbeitrag zu den 63. Internationalen Filmfestspielen Berlin ein, wo das Werk den Drehbuchpreis gewann. Eigenen Angaben zufolge wurden Moghadam nach ihrer Mitwirkung in Pardé zwei Jahre lang keine Filmrollen mehr in iranischen Produktionen angeboten. Sie machte das iranische Regime für diese Sanktionen verantwortlich. Auch berichteten unabhängige westliche Medien, dass Moghadams und Partovis Reisepässe nach der Rückkehr von der Berlinale in den Iran konfisziert worden seien, damit sie Pardé nicht mehr weiter im Ausland bewerben konnten.

### Arbeit als Filmemacherin
Im Jahr 2010 setzte sie der Regisseur Behtash Sanaeeha in seinem Film Chalsio ein. 2015 verfasste Moghadam gemeinsam mit ihm das Drehbuch zu seinem in Teheran spielenden Drama Risk of Acid Rain. Darin war sie auch als planlose Masha zu sehen, die aus einer Klinik ausreißt und sich mit einem einsamen, 60-jährigen Pensionär vom Land (dargestellt von Shams Langroudi) anfreundet. Ihr Originaldrehbuch wurde für den Jurypreis der iranischen Filmkritiker- und Autorenvereinigung nominiert. Daraufhin entwickelte sich mit Sanaeeha eine mehrjährige Zusammenarbeit. Beide inszenierten auch den Dokumentarfilm The Invincible Diplomacy of Mr Naderi (2018), der von den Versuchen der exzentrischen Titelfigur berichtet, die Beziehungen zwischen dem Iran und den USA wieder zu befrieden. Im April 2019 wandte sich Moghadam in einem offenen Brief an Seyyed Abbas Salehi, Minister für Kultur und islamische Führung, und beschwerte sich über weitere Sanktionen gegen sie. So sei sie kurz vor Beginn der Dreharbeiten zu einem Filmprojekt als Schauspielerin ausgeschlossen worden und man habe ihr u. a. mit einer „Verwarnung und Arrest“ gedroht.

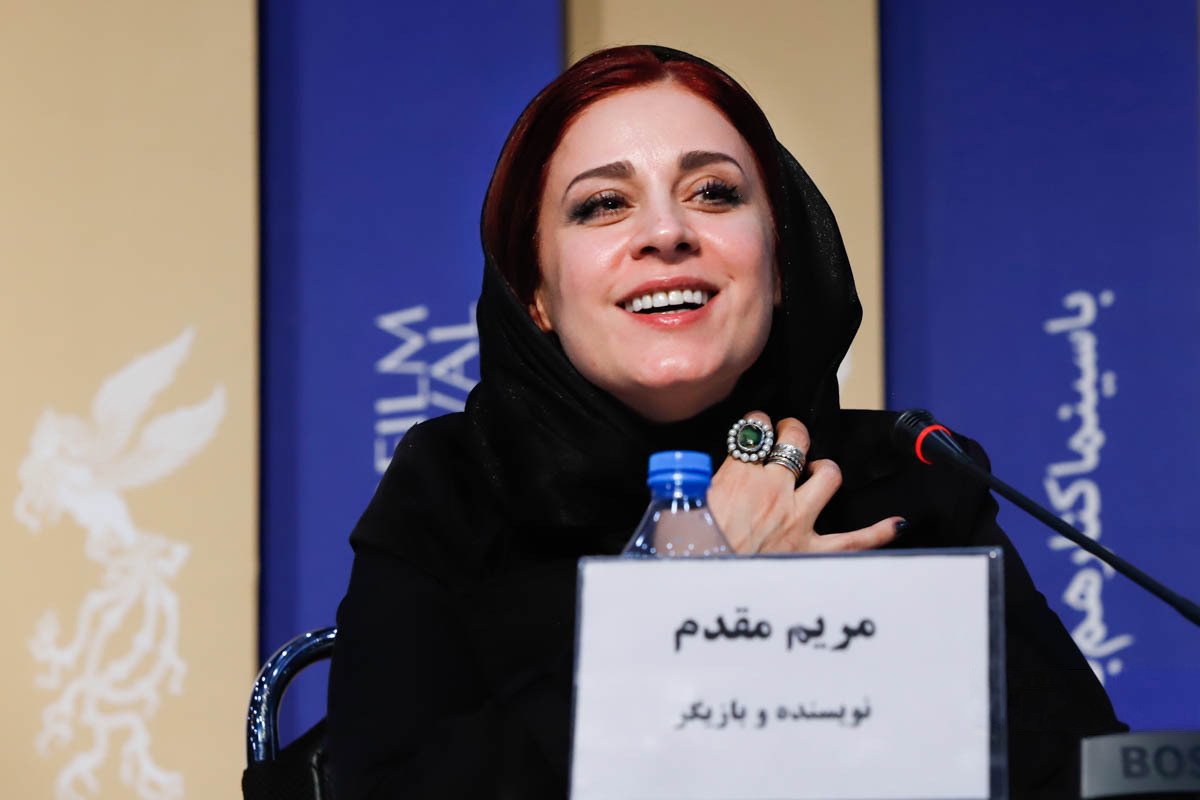
Moghadam bei der Präsentation von Ballade von der weißen Kuh im Iran (2020)

Im Jahr 2021 erhielten Moghadam und Sanaeeha für ihren zweiten Spielfilm Ballade von der weißen Kuh eine Einladung in den Wettbewerb der 71. Internationalen Filmfestspiele Berlin, in dem sie erneut die weibliche Hauptrolle übernahm. Das Drama handelt von der Witwe und alleinerziehenden Mutter Mina, die nach dem Todesurteil ihres zu Unrecht verurteilten Ehemanns gegen die iranische Justiz anzukämpfen versucht. Ballade von der weißen Kuh ist Moghadams Mutter gewidmet, die für die gleichnamige Hauptfigur Pate stand. Der Film war bereits 2020 intern beim Internationalen Fajr-Filmfestival aufgeführt worden und hatte Moghadam Nominierungen für die beste weibliche Hauptrolle und das beste Drehbuch (gemeinsam mit Mehrdad Kouroshniya und Sanaeeha) eingebracht.
Im September 2023 kam es zu einem Zwischenfall, als Moghadam und Sanaeeha Teheran verlassen und für die Postproduktion ihres neuesten Films Ein kleines Stück vom Kuchen nach Paris reisen wollten. Auf dem Flughafen wurden ihre Pässe beschlagnahmt und ihnen wurde mit einer Anklage gedroht. Westliche Medien sahen einen Zusammenhang mit der Fertigstellung ihres Films, da kurz darauf eine Razzia von iranischen Sicherheitskräften im Zuhause des Filmeditors stattfand. Dabei wurde Filmmaterial im Zusammenhang mit Ein kleines Stück vom Kuchen beschlagnahmt. Im Dezember 2023 forderten circa 30 Filmorganisationen, Festivals und Filmschaffende sowie Nichtregierungsorganisationen für freie Meinungsäußerung in einem offenen Brief die iranischen Behörden dazu auf, alle Anklagepunkte gegen Moghadam und Sanaeeha sofort fallenzulassen und ihr Reiseverbot aufzuheben. Zu den Unterzeichnern gehörten die Berlinale, die International Coalition for Filmmakers at Risk (ICFR) und PEN America. Im Januar 2024 wurde schließlich Ein kleines Stück vom Kuchen in den Hauptwettbewerb der 74. Berlinale aufgenommen. Anfang Februar 2024 forderte die Berlinale erneut erfolglos Reise- und Meinungsfreiheit für das Regie-Duo ein. Zum Ende des Festivals gewann Ein kleines Stück vom Kuchen den FIPRESCI-Preis für den besten Wettbewerbsfilm.

## Filmografie (Auswahl)

### Darstellerin
- 1993: Bolandiha-ye sefr
- 1998: Sinama Sinamast
- 2000: Tcherike-ye Hooram
- 2003: Sokoote beine do fekr
- 2006: Movajehe
- 2009: Haft Ceen (Fernsehfilm)
- 2009: Fallet – Utpressningen (Fernsehfilm)
- 2010: Chalsio
- 2011: Last Call (Kurzfilm)
- 2013: Pardé
- 2015: Risk of Acid Rain
- 2017: The Silence (Kurzfilm)
- 2017: Leaf of Life
- 2017: Better Days (Fernsehmehrteiler)
- 2021: Ballade von der weißen Kuh (Ghasideyeh gave sefid)

### Drehbuch
- 2015: Risk of Acid Rain
- 2018: The Invincible Diplomacy of Mr Naderi (Dokumentarfilm)
- 2021: Ballade von der weißen Kuh (Ghasideyeh gave sefid)
- 2024: Ein kleines Stück vom Kuchen (Keyke mahboobe man)

### Regie
- 2018: The Invincible Diplomacy of Mr Naderi (Dokumentarfilm)
- 2021: Ballade von der weißen Kuh (Ghasideyeh gave sefid)
- 2024: Ein kleines Stück vom Kuchen (Keyke mahboobe man)